# 板井麻衣子
板井 麻衣子（いたい まいこ、1984年5月21日 - ）は、日本の女性モデルである。BOSSA
所属。
2010年（平成22年）度 『ミス・ユニバース・ジャパン』 優勝者として知られる。

## 略歴
1984年（昭和59年）、大分県臼杵市出身。大分県立臼杵高等学校を経て、上智大学外国語学部ポルトガル語学科卒業。
大学卒業後は公務員となり、大分市役所教育総務課に勤務していた。2009年（平成21年）12月5日、ミスコンテスト、2010年度 『ミス・ユニバース・ジャパン』の、11人のファイナリストに入選、さらに翌年3月9日に行われた日本最終選考会で、2010年度 ミス・ユニバース・ジャパンに選出された。大分市役所は、コンテスト途中の2009年12月を以って退職している。
同コンテストで優勝直後の2010年（平成22年）3月12日には、プロ野球、読売ジャイアンツが東京ドームで主催する13試合で設置する女性限定エリア「Girls,Giants Seat」のイメージポスターに起用されることが発表された。
板井は同年8月23日、アメリカ合衆国・ラスベガスで開催された、ミス・ユニバース世界大会に出場した。選考の結果、優勝したのはメキシコ代表のヒメナ・ナバレテで、板井は上位15位に残れず、入賞を逃した。
2011年（平成23年）10月16日、アメリカ合衆国・サンフランシスコで開催された、『ナイキ ウィメンズマラソン』のハーフマラソン部門に出場し完走。2012年（平成24年）3月11日には、『名古屋ウィメンズマラソン』に出場し、6時間3分19秒で完走した。
2014年（平成26年）6月3日、同月1日に母校・上智大学内の聖堂で一般男性との結婚式を挙げたことをブログで発表。
2016年（平成28年）9月、ラジオ番組「PARADISO」の番組終了時に「母になります、しばらくお休みをいただきます」と発言。
2016年（平成28年）12月、女児を出産。

## メディア出演

### テレビ番組
- ダウンタウンDX（読売テレビ、2010年6月3日）
- グータンヌーボ（関西テレビ、2010年9月1日）
- 極嬢ヂカラ Premium（テレビ東京、2010年12月8日）
- ニッポン インポッシブル（フジテレビ、2010年）

「にっぽんの港を渡り歩こう」という企画のレポーター
- HEY!HEY!HEY! MUSIC CHAMP（フジテレビ、2011年1月31日）
- 秘密のケンミンSHOW（読売テレビ、2011年2月3日）

### ラジオ番組
- PARADISO（J-WAVE、2011年7月 - 2016年9月）
- simple style -オヒルノオト-（JFN、2014年10月 - 2016年9月）
- Salvage Music（JFN、2017年10月 - ）
- DIALOGUE RADIO～in the Dark～（J-WAVE、2018年7月 - ）
- NX NIPPON EXPRESS SAUDE! SAUDADE...（J-WAVE、2023年12月 - 2024年1月[8]・当時産休中だった滝川クリステルの代理）

## その他
- 著書「私たちが世界一の美女を目指す理由」　2010ミスユニバースジャパンに応募・優勝し、世界大会に出場するまでの過程と、自らの美の極意について語ったエッセー。表紙にはその2010ミスユニバースジャパンを受賞したときに着用したたすき（白地・赤紫色の横文字で「Miss Universe Japan 2010」と書かれている）が掛けられている。
- 「Girls,Giants Seat」（読売ジャイアンツ　前述。ポスターにはチアリーダーのポンポンを振りかざしている）